# Berghölzchen
Das Berghölzchen ist ein bis zu 120 m hoher bewaldeter Bergrücken im Westen der Stadt Hildesheim, der seit Ende des 18. Jahrhunderts als Erholungsgebiet genutzt wird.

## Geschichte

Berghölzchen, Stich um 1850

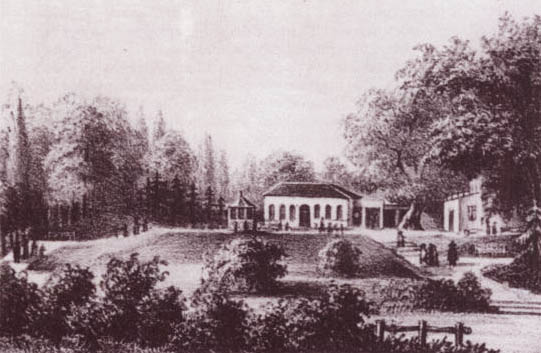
Lithografie um 1860

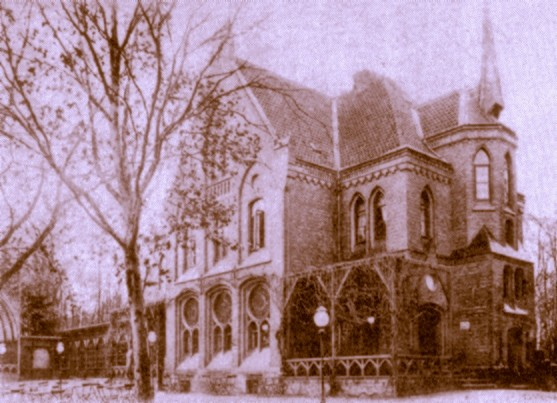
Postkarte um 1900

Gedenkstein für Franz Wilhelm Frische und Joseph Anton Sigismund von Beroldingen

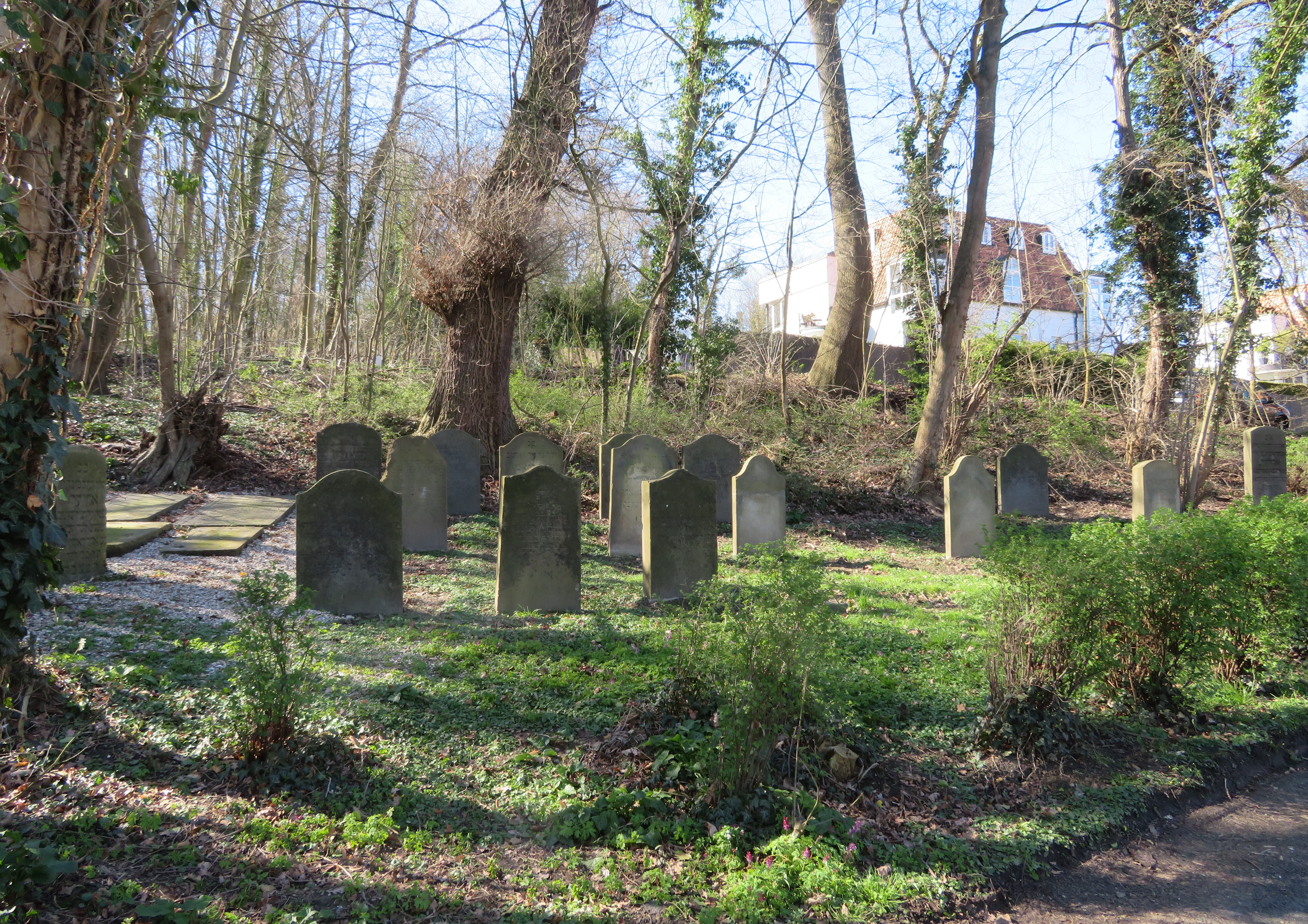
Jüdischer Friedhof (2020)

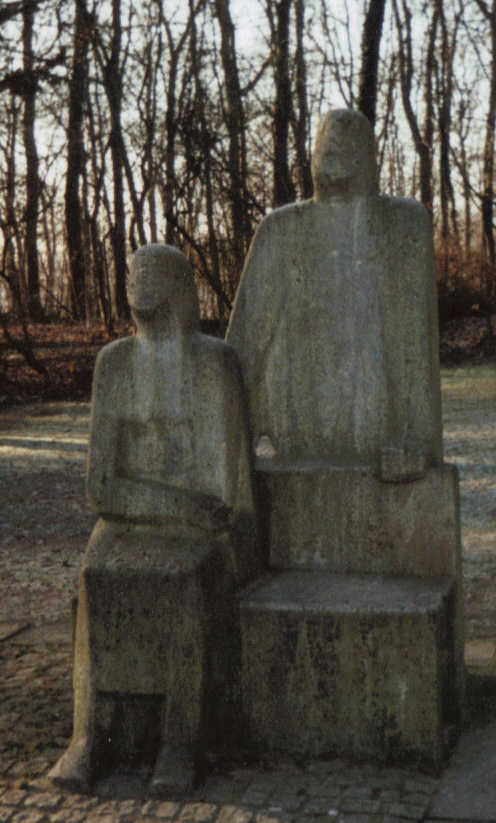
Mahnmal (1962)

Seit dem 11. Jahrhundert gehörte das „Berghölzchen“ zum Besitz des auf dem Moritzberg beheimateten Mauritiusstifts. Neben der Holzgewinnung wurde es im Mittelalter und in der frühen Neuzeit auch als Weideland und Steinbruch genutzt. Um 1770 ließen einige Geistliche des katholischen Stifts Wanderwege anlegen und machten das bergparkähnliche Gebiet der Öffentlichkeit zugänglich. Ein naturwissenschaftlich orientierter Besucher (ein Hildesheimer Naturwissenschaftler) beschrieb die Anlage im Jahr 1792 so:

„Auf diesem Hügel liegt das Berghölzchen, nunmehr ein Erholungsort, wohin an Frühlings- und Sommertagen eine Menge Menschen so wohl aus der Stadt, als von benachbarten Orten zusammenströmet, und wie einst unser Vater Adam frey und sorglos unter dem Schatten der Bäume lustwandelt. Noch vor zwanzig Jahren war dieser dicht bewachsene Ort ein Aufenthalt für Vögel und Misanthropen, aber nicht für eine vernünftige Menschenseele. Nachdem aber die Herrn Kanonici des Moritzstiftes … nur aus bloßer Gefälligkeit und Menschenliebe den Ort gemeinnütziger machten, Spaziergänge durch das dichte Gebüsch hauen, auf ihre Kosten ein öffentliches Gebäude, worin man allerhand Erfrischungen haben kann, errichten ließen … wurde diese Wildnis zur allgemeinen Ergötzlichkeit in einen Lustgarten umgeschaffen.“

Das „öffentliche Gebäude“ war ein Gastronomiebetrieb mit Musikdarbietungen, in dessen Salon regelmäßig Tanzveranstaltungen stattfanden.
Nach der Säkularisation des Kirchenbesitzes 1810 ging das Berghölzchen in den Besitz des Königreichs Westphalen über. Um einen Weiterverkauf und die Abholzung des Waldes zu verhindern, erstand der Hildesheimer Domherr Joseph Anton Siegmund von Beroldingen das bewaldete Gelände. Den Kauf vermittelt hatte Wegebaumeister Wilhelm Frische, der sich sehr für den Erhalt des Waldes eingesetzt hatte. Nach von Beroldingens Tod wurden das Gelände von der königlich-hannoverschen Klosterkammer erworben. 1862 kaufte die Stadt Hildesheim das inzwischen zum Ausflugsziel avancierten Gebiet. Eine Promenade entstand. Sie, nunmehr Berghölzchen genannt, blieb über die Jahrhunderte bestehen. 1843/44 wurde eine große Gartenterrasse mit Stadtblick aufgeschüttet. Von 1849 bis 1872 fanden hinter der Gaststätte auch Aufführungen des Sommertheaters „Tivoli“ statt. Im 19. Jahrhundert wurde das Gebäude mehrfach umgebaut. 1875 errichtete man ein neues Hauptgebäude im neugotischen Stil.
1913 wurde zu Ehren Beroldingens und Wilhelm Frisches ein Gedenkstein aufgestellt, bei dem es sich um einen Findling von rund 50 Zentnern Gewicht handelte, den man bei den Ausschachtungsarbeiten für die Schule an der Ecke Bergstraße/Bennostraße gefunden hatte. Am Gedenkstein wurde 2012 eine steinerne Bank aufgestellt.
Nach Beroldingen wurde 1921 wurde im Hildesheimer Stadtteil Moritzberg eine Straße in der Nähe des Berhgölzchens benannt. Eine benachbarte Straße erhielt 1928 den Namen "Wilhelm-Frische-Straße".
Im Zweiten Weltkrieg wurden auf dem Berghölzchen Flakstellungen errichtet und ein Tiefbunker diente den „Goldfasanen“ der NSDAP als sicherer Schutz. Normale Bürger hatten keinen Zugang. Bei den Luftangriffen auf Hildesheim im Zweiten Weltkrieg blieb das Berghölzchen unversehrt. Nach dem Zweiten Weltkrieg wurde es zunächst von den englischen Besatzungstruppen requiriert und als Kommandantur benutzt. Über dem ehemaligen Bunkereingang wurde im August 1962 ein von dem Künstler Kurt Schwerdtfeger (1897–1966) geschaffenes Vertriebenen-Mahnmal errichtet, das einen Mann und eine Frau, die über Hildesheim nach Osten sehen, darstellt.
Das bis dahin im Wesentlichen unveränderte Gastronomiegebäude wurde 1977/78 durch einen Anbau mit großem Saal erweitert. 1995 wurde der Neubau des Parkhotel Berghölzchen fertiggestellt. Traditionell finden am Berghölzchen die Abiturbälle des Scharnhorstgymnasiums statt.
Am Bergholzhang, direkt vor dem ehemaligen Katztor findet man am Ende der Bennostraße am Rand des alten Bennoburgfelds den Jüdischen Friedhof des früheren Fleckens Moritzberg, wo es seit dem 16. Jahrhundert eine jüdische Gemeinde gab. Er wurde in erster Linie von 1800 bis 1849 benutzt. Erhalten sind 29 Grabsteine, von denen die meisten eine hebräische oder deutsche, zwei allerdings eine englische Beschriftung aufweisen. Der älteste Grabstein, auf dem eine lesbare Jahreszahl zu erkennen ist, bezieht sich auf einen Todesfall von Mai 1780.  Während der Zeit des Nationalsozialismus blieb der Friedhof unangetastet, da seine Einebnung oder Beseitigung als "nicht kriegswichtig" erachtet wurde. Die Grabsteine wurden 1960 neu angeordnet und waagerecht hingelegt. Die meisten wurden 2019 wieder aufgestellt. Anfang der 1990er Jahre bestanden Pläne, den Friedhof einzuebnen und an seiner Stelle eine Wendeschleife für eine Wohnanlage am Ende der Bennostraße anzulegen. Dank massiver Proteste der Anwohner wurden die Pläne jedoch nicht realisiert, und 1991 wurde der Friedhof durch das Institut für Denkmalpflege in Hannover als "Baudenkmal" und damit als ein erhaltenswertes kulturelles Erbe anerkannt.
Die Spazierwege sind in ihrem heutigen Zustand nicht mehr von gewöhnlichen Waldwegen zu unterscheiden. Geblieben sind die parkartigen Wiesenflächen unterhalb des Berghölzchens und der Panoramablick auf die Stadt.